# 折立 (白井市)
折立（おりたて）は、千葉県白井市の大字。郵便番号270-1404。

## 地理
北は中、北東は名内、東は河原子、白井、南は木、七次台、南西は根、西は富塚に隣接している。

## 世帯数と人口
2017年（平成29年）10月31日現在の世帯数と人口は以下の通りである。
| 大字 | 世帯数  | 人口  |
| ---- | ------- | ----- |
| 折立 | 179世帯 | 362人 |

## 小・中学校の学区
市立小・中学校に通う場合、学区は以下の通りとなる。
| 番地 | 小学校                 | 中学校             |
| ---- | ---------------------- | ------------------ |
| 全域 | 白井市立白井第二小学校 | 白井市立白井中学校 |

## 施設
- ひまわり保育園
- 折立集会所
- 来迎寺
- 熊野神社

## 交通

### 道路
- 国道
  - 国道16号
- 都道府県道
  - 千葉県道280号白井流山線